# Truskolasy (gmina w guberni łomżyńskiej)
Truskolasy (od 1870 Sokoły) – dawna gmina wiejska istniejąca w XIX wieku w guberni łomżyńskiej. Siedzibą władz gminy były Truskolasy (obecnie jest to skupisko – okolica szlachecka – odrębnych wsi o członie Truskolasy).
Za Królestwa Polskiego gmina Truskolasy należała do powiatu mazowieckiego w guberni łomżyńskiej. 31 maja 1870 do gminy przyłączono pozbawione praw miejskich Sokoły, po czym gminę przemianowano na Sokoły.